# 高梁伯
高梁伯（?—?），中国春秋时期晋国的公孙。高梁伯是晋献侯的孙子。高梁伯担任晋国的大夫。他的儿子祁奚是晋国的名臣，为祁氏始祖。